# ダニエル・パーセル

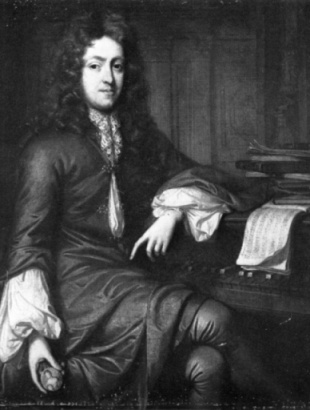
ダニエル・パーセル

ダニエル・パーセル（Daniel Purcell, 1663年から1664年頃 - 1717年11月26日）は、イギリスの作曲家である。兄は同じ作曲家のヘンリー・パーセル。

## 生涯
ヘンリー・パーセルの弟としてウェストミンスターで生まれる。少年時代は王室礼拝堂の聖歌隊に入隊し、1688年にオックスフォードのモードリン・カレッジのオルガニストを務める。1695年に兄が36歳で没すると、ロンドンに移り住み、後継者として約40曲の付随音楽を作曲し、多くの歌曲やオルガン曲、アンセム、兄の追悼のための葬送頌歌（オード）など数多くの作品を残した。
1700年（1701年とも）、ギリシャ神話を題材とする仮面劇『パリスの審判』のための音楽の作曲コンペティションでは第3位を獲得する。1713年に聖アンドルー教会のオルガニストに就任、以後没するまで務めている。1717年の11月26日にロンドンにて没し、同日に埋葬された。

## 作品
兄ヘンリー・パーセルの影に隠れているためか、作品が演奏されることは多くないものの、付随音楽やアンセムや頌歌などの宗教音楽など数多くの作品を残している。
- 聖セシリアのための頌歌（1693年）
- ヘンリー・パーセル追悼のための頌歌（1695年）
- 付随音楽『姫の島』（1699年）
- 仮面劇『巡礼者』（1700年）
- 付随音楽『女王たちのライバル』（1701年）
- 仮面劇『パリスの審判』（1701年）
- アン王女の誕生日のための頌歌（1698年、1700年）
- 6つのソロ・ソナタ集（1698年出版） - 2本のフルートと通奏低音、1本のフルートのための各3曲

## 参考資料
- 『愛の笛―リコーダー名曲集』（D.マンロウ演奏、デッカ）のブックレートの一部、他